# Dieter Berg (Boxer)
Dieter Berg (* 11. Juni 1966 in Hagenow) ist ein deutscher Boxtrainer und ehemaliger deutscher Boxer. Er war unter anderem Europameister 1985, Weltcup-Zweiter 1985 und Teilnehmer der Olympischen Sommerspiele 1992 in Barcelona.

## Boxkarriere
Sein größter Erfolg im Nachwuchsbereich war der Gewinn der Goldmedaille im Fliegengewicht bei der Junioren-Europameisterschaft 1984 im finnischen Tampere, wobei er sich gegen die Starter aus Finnland, der Sowjetunion und Jugoslawien durchgesetzt hatte. Noch im selben Jahr wurde er mit einem Finalsieg gegen Mike Knuth auch erstmals DDR-Meister der Erwachsenen im Fliegengewicht.
1985 wiederholte er den DDR-Titelgewinn im Fliegengewicht mit einem finalen Sieg gegen Gunnar Lexow und gewann auch die Goldmedaille dieser Gewichtsklasse bei der Europameisterschaft in Budapest, nachdem er jeweils einstimmig gegen Naser Rusidi aus Jugoslawien, John Lyon aus England, Krasimir Tscholakow aus Bulgarien und Andrea Mannai aus Italien gesiegt hatte. Beim Weltcup desselben Jahres in Seoul gewann er nach einer Finalniederlage gegen Jose Rincones die Silbermedaille im Fliegengewicht.
1986 wurde er mit einem Finalsieg gegen Andreas Tews erneut DDR-Meister im Fliegengewicht und startete bei der Weltmeisterschaft in Reno, wo er im Viertelfinale knapp mit 2:3 gegen Eyüp Can ausschied. Für seine bisherigen Erfolge wurde er 1986 mit dem Vaterländischen Verdienstorden in Silber ausgezeichnet. 1988 gewann er das DDR-Bantamgewichtsfinale gegen Heiko Hinz und damit seinen bereits vierten nationalen Meistertitel.
1989 gewann er eine Bronzemedaille im Bantamgewicht bei der Europameisterschaft in Athen, nachdem er im Halbfinale gegen Timofei Skrjabin ausgeschieden war. Bei der Weltmeisterschaft desselben Jahres in Moskau konnte er sich unter anderem diesmal gegen Skrjabin durchsetzen, scheiterte jedoch erneut in einem WM-Viertelfinale mit 13:15 gegen Li Yong-Ho.
Nach der Wiedervereinigung boxte er für Sparta Flensburg und den Schweriner SC in der 1. Bundesliga, wurde 1991 mit einem finalen Sieg gegen Kai Pielert Deutscher Meister im Bantamgewicht und nahm an der Weltmeisterschaft 1991 in Sydney teil, wo er bereits in der Vorrunde mit 14:17 gegen Dugarbaatar Lhagwa unterlag.
1992 gewann er die europäische Olympiaqualifikation in Halle (Saale) mit Siegen gegen den Dänen Dennis Pedersen, den Engländer Paul Lloyd, den Franzosen Philippe Wartelle und den Iren Wayne McCullough. Er startete daraufhin bei den Olympischen Spielen 1992 in Barcelona, unterlag dort jedoch bereits in der Vorrunde gegen den späteren Bronzemedaillengewinner Mohamed Achik.
1993 wurde er mit einem Finalsieg gegen Dirk Krüger nochmals Deutscher Meister im Bantamgewicht.

### Int. Turnierergebnisse (Auswahl)
- September 1991: 2. Platz im Bantamgewicht beim TSC-Turnier in Deutschland[19]
- April 1990: 3. Platz im Bantamgewicht beim French Open Tournament in Frankreich[20]
- März 1990: 1. Platz im Bantamgewicht beim Trofeo Italia Tournament in Italien[21]
- März 1990: 3. Platz im Bantamgewicht beim Chemiepokal in Deutschland[22]
- November 1989: 1. Platz im Bantamgewicht beim Copenhagen Cup in Dänemark[23]
- August 1989: 1. Platz im Bantamgewicht beim TSC-Turnier in Deutschland[24]
- März 1989: 1. Platz im Bantamgewicht beim Chemiepokal in Deutschland[25]
- November 1988: 2. Platz im Bantamgewicht beim Copenhagen Cup in Dänemark[26]
- Oktober 1988: 1. Platz im Bantamgewicht beim Tammer-Turnier in Finnland[27]
- Juli 1988: 3. Platz im Bantamgewicht beim TSC-Turnier in Deutschland[28]
- März 1988: 3. Platz im Federgewicht beim Chemiepokal in Deutschland[29]
- September 1987: 2. Platz im Fliegengewicht beim TSC-Turnier in Deutschland[30]
- März 1987: 2. Platz im Fliegengewicht beim Chemiepokal in Deutschland[31]
- November 1986: 2. Platz im Fliegengewicht beim Dutch Boxing Tournament in den Niederlanden[32]
- Oktober 1986: 1. Platz im Fliegengewicht beim TSC-Turnier in Deutschland[33]
- März 1986: 1. Platz im Fliegengewicht beim Chiba Cup in Japan[34]
- März 1986: 2. Platz im Fliegengewicht beim Chemiepokal in Deutschland[35]
- März 1985: 1. Platz im Fliegengewicht beim Chemiepokal in Deutschland[36]
- Mai 1984: 1. Platz im Fliegengewicht beim Schwerin Junior Tournament in Deutschland[37]
- September 1983: 1. Platz im Halbfliegengewicht beim Silver Gloves Tournament in Polen[38]

## Sonstiges
1995 eröffnete er die Gaststätte „Olympia“ in Schwerin, die er bis 2014 selbst führte. Zudem ist er seit 2007 Nachwuchstrainer beim BC Traktor Schwerin und fungiert dort auch als Vizepräsident des Vereines. Dort war er auch Mitbegründer und ist einer der ehrenamtlichen Übungsleiter des Projekts „Boxen statt Gewalt“, um Kindern und Jugendlichen aus schwierigen Verhältnissen mit Hilfe des Sports eine Perspektive zu bieten. Das Projekt wurde 2016 von der Stadt Schwerin mit dem „Annette-Köppinger-Preis für Integration und Menschlichkeit“ geehrt.
2017 wurde Berg bei der Sportlerehrung der Landeshauptstadt Schwerin von Oberbürgermeister Rico Badenschier als „Trainer des Jahres“ ausgezeichnet.